# MIME
Multipurpose Internet Mail Extensions (MIME) este un standard de Internet care extinde formatul de e-mail pentru suportul:
- Textului în altele seturi de caractere decât ASCII
- A atașamentelor non-text: audio, video, imagini, programe etc.
- A corpurilor de mesaje cu mai multe părți
- A informațiilor de antet (header) în seturi de caractere non-ASCII.

Practic, toate email-urile scrise de oameni cât și o proporție destul de mare de e-mail trimise în mod automat sunt transmise prin intermediul SMTP în format MIME.
MIME este specificat în șase memorandumuri RFC:  RFC 2045,
RFC 2046,
RFC 2047,
RFC 4288,
RFC 4289 și 
RFC 2049; iar integrarea cu e-mail SMTP este specificată în detaliu în 
RFC 1521 și 
RFC 1522.
Deși MIME a fost proiectat în principal pentru SMTP, tipurile de conținut definite de standardele MIME sunt de asemenea de importanță în alte protocoale de comunicare în afara e-mailului, cum ar fi HTTP pentru World Wide Web. Serverele introduc anteturile MIME la începutul oricărei transmisii Web. Programul client folosește acest antet MIME pentru a selecta aplicația de vizualizare corespunzătoare tipului de conținut sau tipului de media indicat în antet. Unele dintre aceste programe de vizualizare sunt integrate direct în programul-client Web sau în browser (de exemplu, aproape toate browserele pot afișa imagini GIF și JPEG în afara capacității acestora de a gestiona fișiere HTML).